# Недея
Недея (рум. Nedeia) — село у повіті Долж в Румунії. Входить до складу комуни Джигера.
Село розташоване на відстані 196 км на захід від Бухареста, 53 км на південь від Крайови.

## Населення
За даними перепису населення 2002 року у селі проживали 1250 осіб.
Національний склад населення села:
| Національність | Кількість осіб | Відсоток |
| -------------- | -------------- | -------- |
| румуни         | 1222           | 97,8%    |
| цигани         | 28             | 2,2%     |

Рідною мовою назвали:
| Мова      | Кількість осіб | Відсоток |
| --------- | -------------- | -------- |
| румунська | 1227           | 98,2%    |
| циганська | 23             | 1,8%     |